# Paquita (ballet)
Paquita es un ballet en dos actos y tres escenas con coreografía de Joseph Mazilier y música de Édouard Deldevez y Ludwig Minkus. 
En 1882, Marius Petipa produjo una versión a la que añadió nuevas piezas. Hoy en día estas aportaciones, particularmente el Grand pas classique, son piedras angulares del repertorio del ballet clásico tradicional y han sido representadas por compañías de ballet de todo el mundo.

## Historia
Paquita es la creación del compositor francés Édouard Deldevez y el maestro de ballet de la Ópera de París Joseph Mazilier. Fue estrenado en la Ópera Le Peletier por el Ballet de la Ópera de París el 1 de abril de 1846 y se mantuvo en su repertorio 1851.
En 1847, Marius Petipa produjo el estreno de Paquita en Rusia junto con Pierre-Frédéric Malavergne, representado por el Ballet Imperial de San Petersburgo (conocido actualmente como Ballet Mariinski). Paquita fue el primer trabajo de Petipa en el país, en el cual también participó interpretando a Lucien d'Hervilly. 
En 1882, Petipa produjo una adaptación del ballet al que añadió nuevas piezas compuestas por Ludwig Minkus. Esto incluye el pas de trois de Paquita para el primer acto y el grand pas classique y la Mazurka des enfants para el último. Esta versión de Paquita estuvo en el repertorio del Teatro Mariinski hasta 1926.
Las adiciones de 1882 sobrevivieron mucho después de que el ballet dejara el escenario. Hoy en día estas piezas, particularmente el Grand pas classique, son piedras angulares del repertorio del ballet clásico tradicional y han sido representadas por compañías de ballet de todo el mundo.
La coreografía de Petipa para la producción del Ballet Imperial fue registrada usando el método Stepánov de notación coreográfica alrededor de 1902. Las notaciones fueron hechas mientras Petipa preparaba a Anna Pávlova para su debut en el papel principal. En la actualidad, esta notación es parte de la Colección Serguéyev, que reúne  notaciones y otros materiales que documentan muchas de las obras del repertorio del Ballet Imperial durante el crepúsculo del Imperio ruso.
En 2001, la directora Brigitte Lefèvre pidió al coreógrafo francés Pierre Lacotte que produjese un nuevo montaje completo para el Ballet de la Ópera de París. Lacotte coreografió él mismo todo el ballet, aunque recuperó las secuencias originales de mímica y la  puesta en escena (mise-en-scène) de Joseph Mazilier, así como las aportaciones de 1881 de Petipa. Paquita fue representada otra vez por la Ópera de París en 2007.
En 2014, el experto en notación Stepánov Doug Fullington y el coreógrafo ruso Alexei Ratmansky reconstruyeron la versión de Petipa de Paquita para el Ballet Estatal de Baviera (Bayerisches Staatsballett).

## Papeles y reparto original
| Papel             | París, 1846    | San Petersburgo, 1847 | San Petersburgo, 1881 |
| ----------------- | -------------- | --------------------- | --------------------- |
| Paquita           | Carlotta Grisi | Yelena Andreyánova    | Ekaterina Vázem       |
| Lucien d'Hervilly | Lucien Petipa  | Marius Petipa         | Pável Gerdt           |

## Argumento

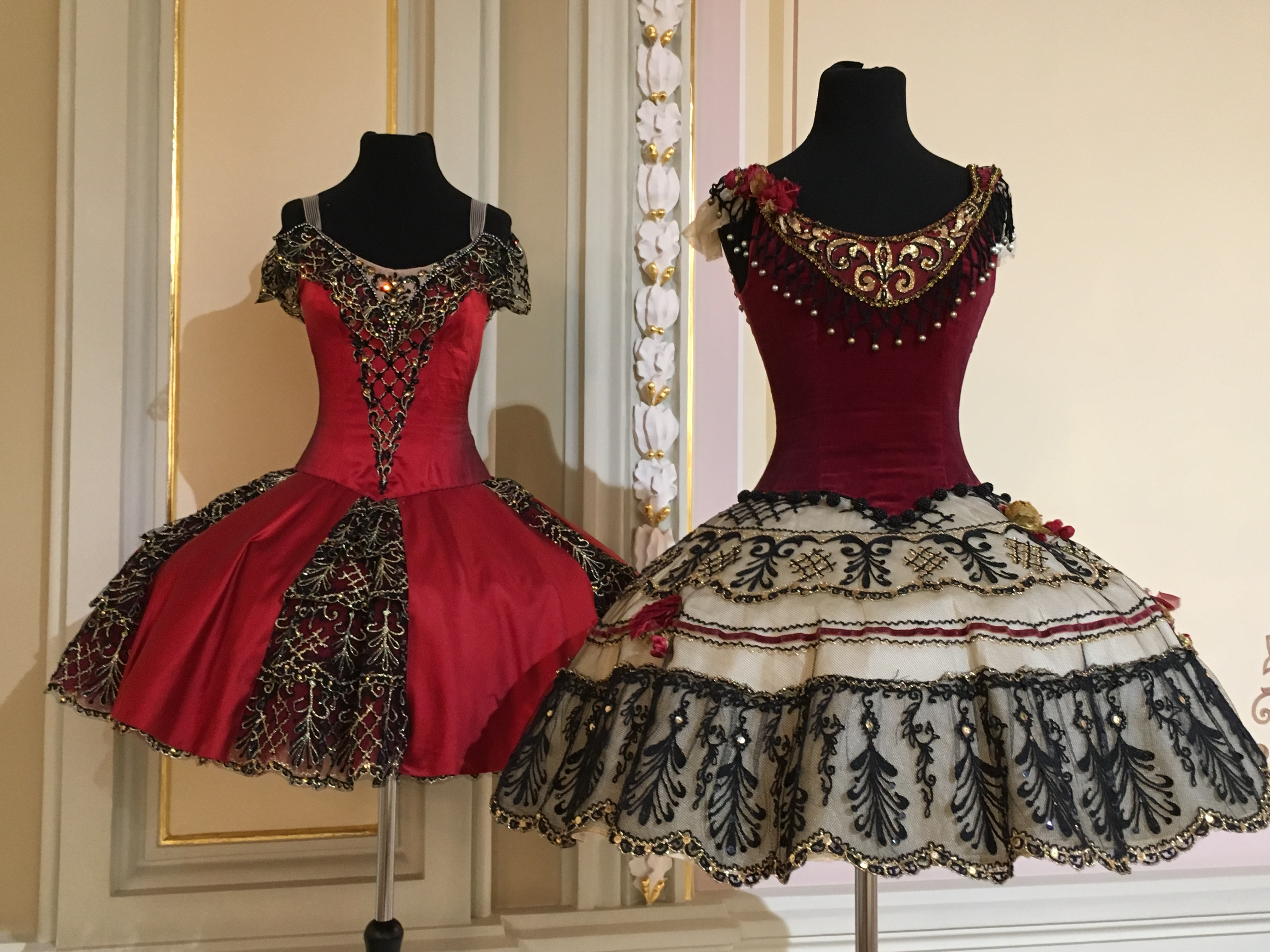
Trajes de Paquita del Teatro Bolshói

La historia transcurre en España durante la ocupación del ejército napoleónico. La heroína es una joven gitana, Paquita. Lo que Paquita desconoce es que ella es realmente de origen noble, habiendo sido secuestrada por unos gitanos en su niñez.  
Paquita salva la vida de un joven oficial francés, Lucien d'Hervilly, quién es perseguido por el gobernador de Zaragoza, que desea que Íñigo, un jefe gitano, mate a Lucien. Gracias a un medallón, Paquita descubre su verdadero origen, siendo de hecho prima de Lucien. Por tanto, ella y d'Hervilly pueden casarse.

## Historia delgrand pas classique
La versión original de Marius Petipa y Ludwig Minkus del grand pas classique de 1881, solo incluía una variación (un solo de danza en la terminología del ballet) para la bailarina principal Ekaterina Vázem, siendo una polonesa para un solo de violín.
Anna Pávlova incluyó el grand pas classique en el repertorio su compañía.
Rudolf Nuréyev interpretó la pieza en varias ocasiones; en 1964, para la Real Academia de Danza, en La Scala en 1970 y en la Ópera Estatal de Viena y el Teatro de Ballet americano en 1971. Para todas sus producciones Nuréyev utilizó  la adaptación de la música de John Lanchbery. En 1984, Natalia Makarova  coreografió una versión nueva para el Teatro de Ballet americano con música también arreglada por Lanchbery. La compañía sigue reteniendo esta versión en su repertorio en 2019, y muchas compañías de todo el mundo han escenificado su versión de la pieza.
En 1974, el maestro de ballet Nikita Dolgushin produjo una recreación del grand pas classique  para el Teatro Mijáilovski de San Petersburgo. Para su producción Dolgushin llamó a la exbailarina Elizaveta Gerdt (hija de Pável Gerdt)—quién actuó en la versión original de la pieza— para asistir en la recreación del grand pas classique en la forma en que se interpretaba a principios del siglo XX.
En 1978, Oleg Vinográdov, recientemente nombrado director artístico del Ballet Mariinski (llamado entonces Ballet Kírov) escenificó una versión nueva, basada en gran parte  en la versión de Piotr Gúsev  para el Teatro Mijáilovski en 1952. El ballet Kírov/Mariinski todavía mantiene esta versión en su repertorio en 2019, al igual que muchas otras compañías.

## Galería de imágenes históricas

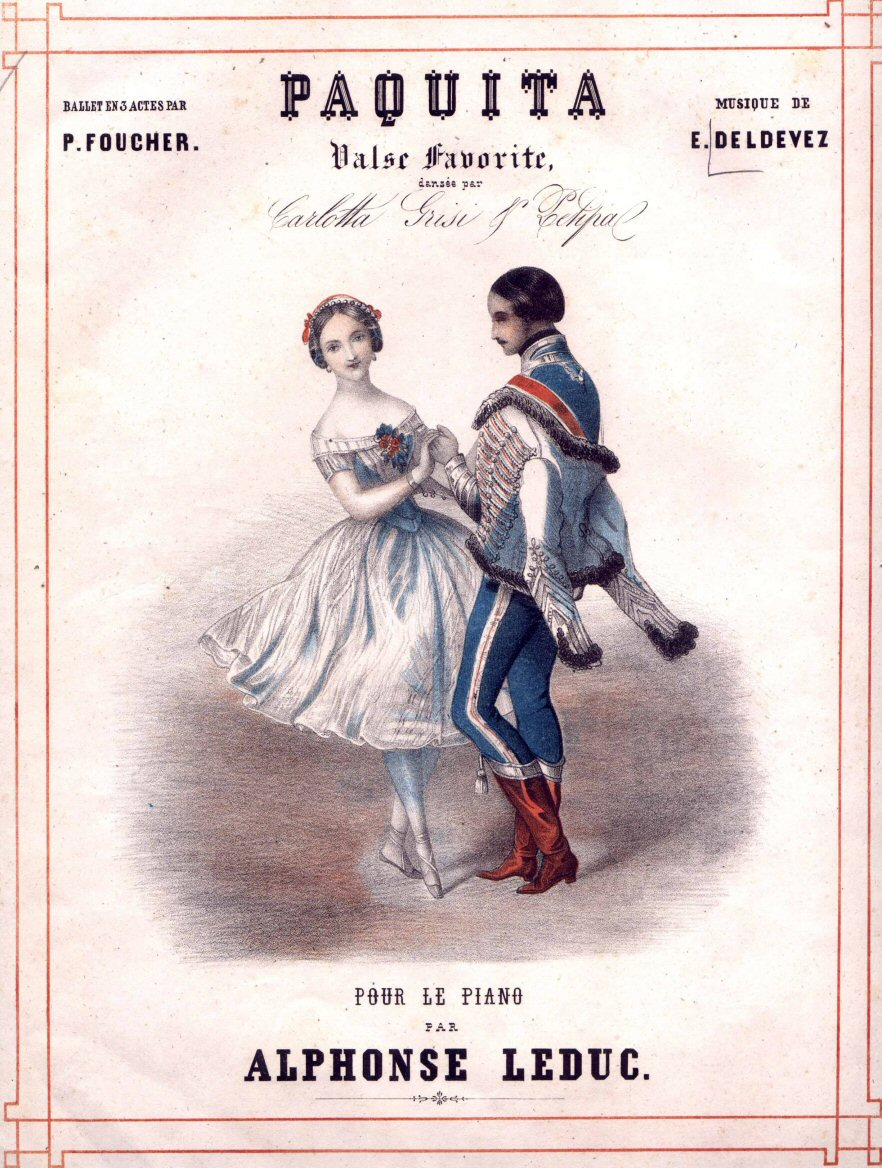
Reducción para piano del Valse favorite de la música original de Deldevez. Londres, 1847
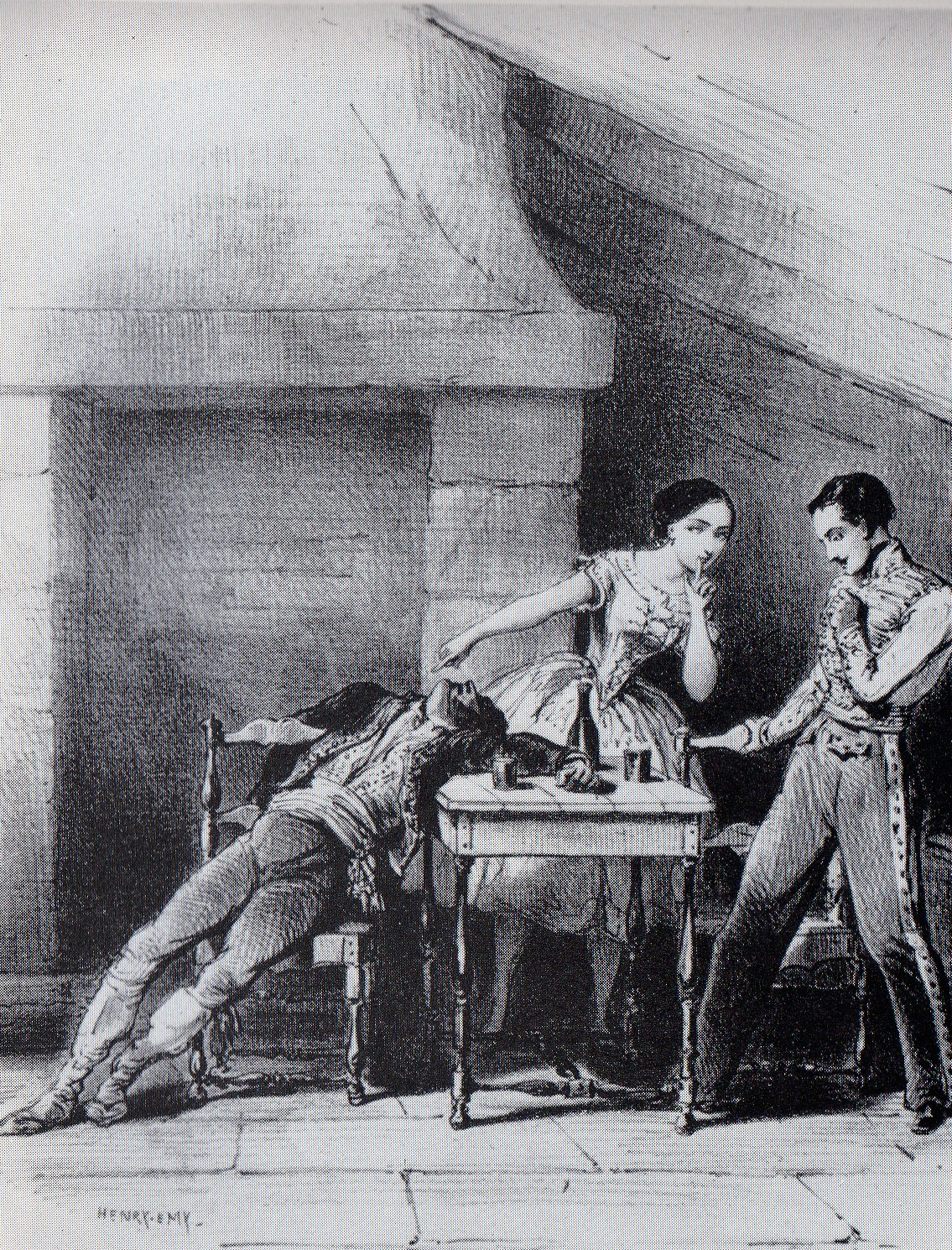
Georges Ellie como Íñigo, Carlotta Grisi como Paquita y Lucien Petipa como Lucien d'Hervilly (de izda. a dcha.) en el Acto I- Escena 2. París, 1844
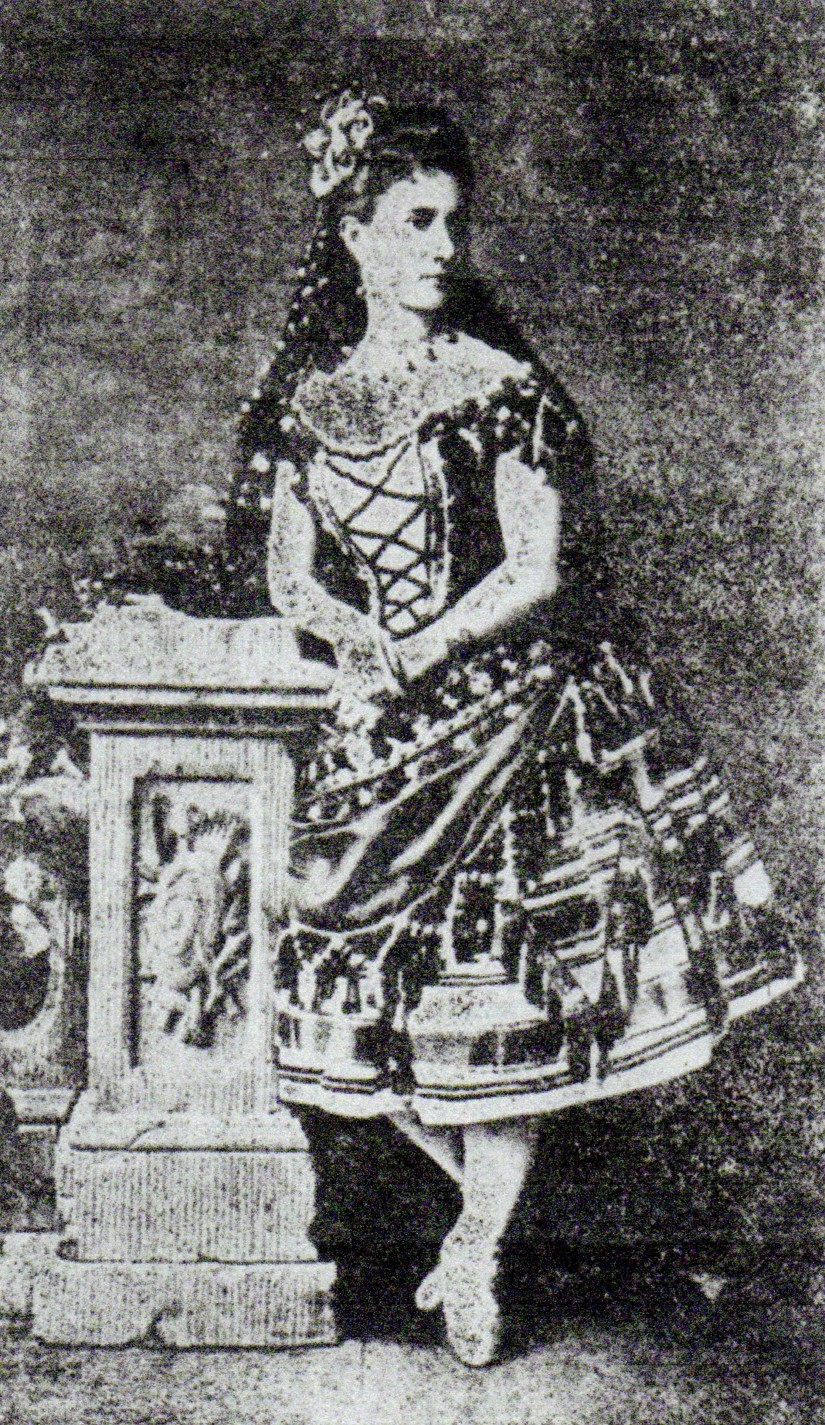
Ekaterina Vázem en el papel de Paquita. San Petersburgo, 1881
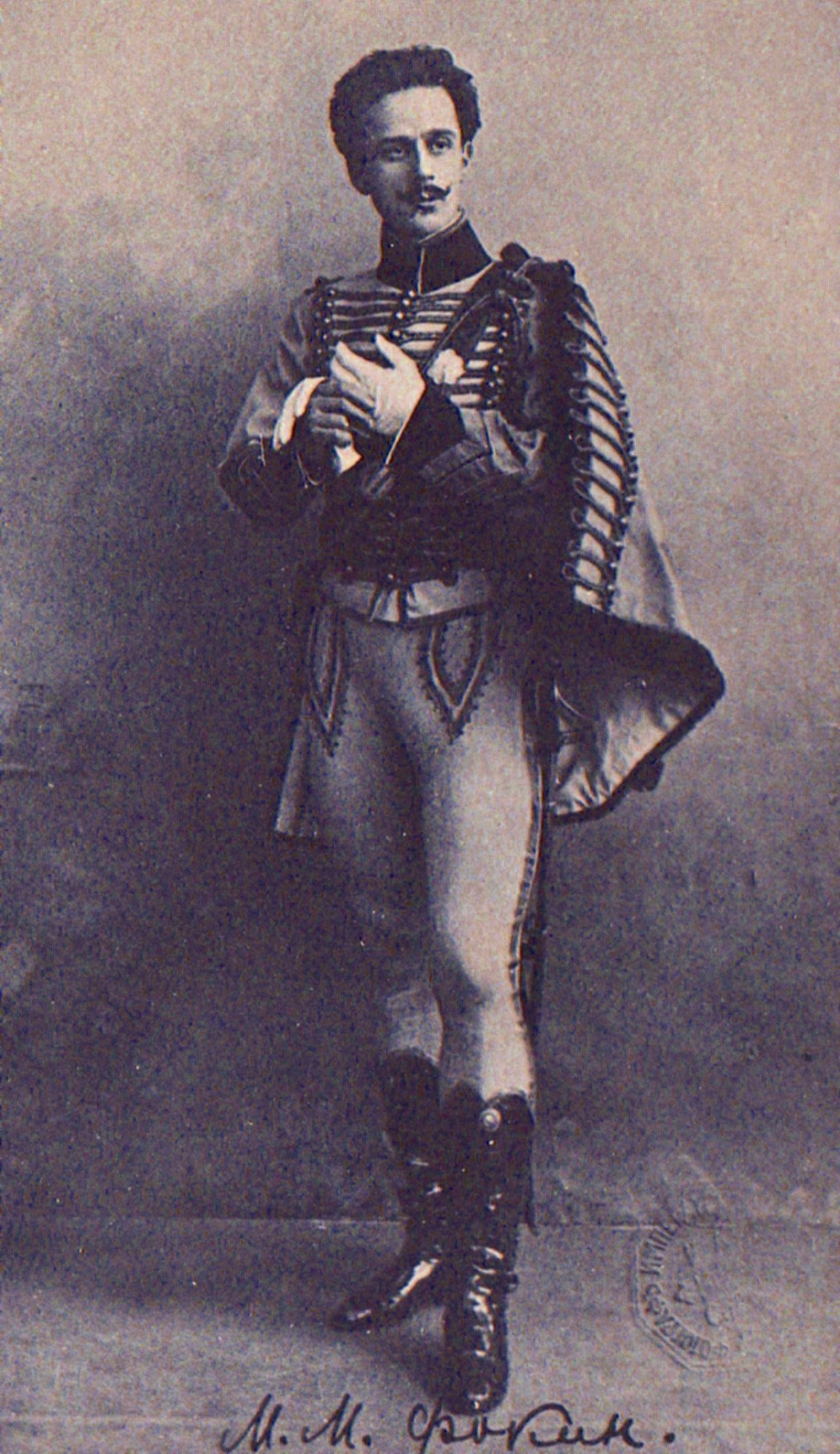
Michel Fokine vestido para el papel Lucien d'Hervilly en Paquita. San Petersburgo, 1898
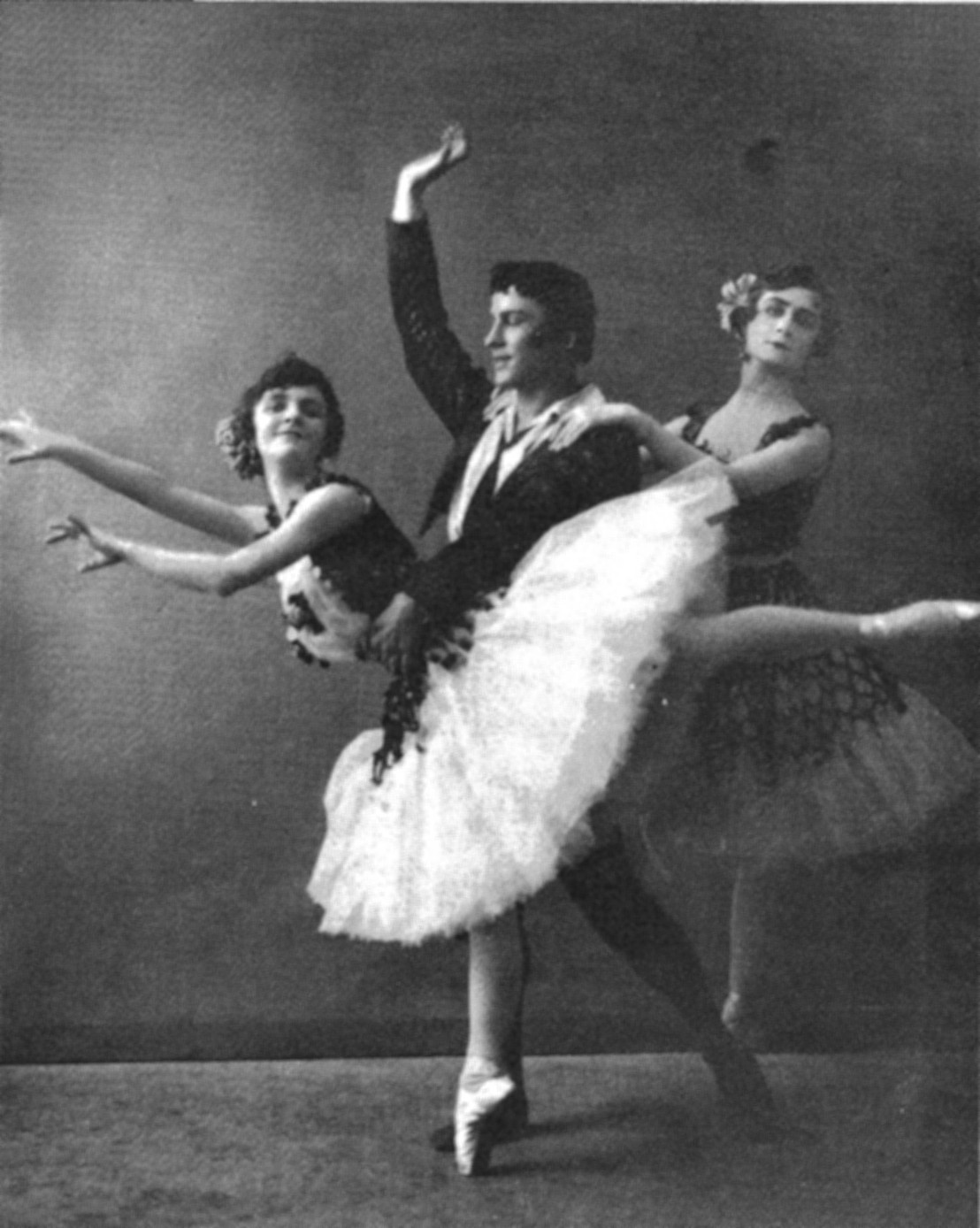
Elsa Vill, Pierre Vladimirov y Elizaveta Gerdt (de izda. a dcha.) en el pas de trois de Paquita. San Petersburgo, 1909